# Bulbophyllum tseanum
Bulbophyllum tseanum é uma espécie de orquídea (família Orchidaceae) pertencente ao gênero Bulbophyllum. Foi descrita por Shiu Ying Hu, Gloria Barretto e Zhan Huo Tsi em 1999.